# Sémio

Sémio est une série de bande dessinée.
- Scénario : Frédéric Contremarche
- Dessins et couleurs : Joël Mouclier

Cette série est terminée.

## Albums
- Tome 1 : Les Fleurets (1996)
- Tome 2 : Ithycène (1997)

## Publication

### Éditeurs
- Delcourt (Collection Terres de Légendes) : Tomes 1 et 2 (première édition des tomes 1 et 2).